# Aditya Roy Kapoor
Pour les articles homonymes, voir Kapoor.
Aditya Roy Kapur (hindi : आदित्य रॉय कपूर) (né  le 16 novembre 1985 à Bombay) est un acteur indien de l'industrie cinématographique hindie.
Après quelques petits rôles, il est remarqué dans Guzaarish (2010) puis accède à la notoriété en 2013 grâce à Aashiqui 2 et Yeh Jawaani Hai Deewani.

## Jeunesse et vie privée
Aditya Roy Kapur est né le 16 novembre 1985 à Bombay (Maharashtra). Sa mère, Salomé Aaron, est une ancienne Miss Inde qui tourne quelques films puis enseigne la danse. Il a deux frères aînés, Siddharth, producteur et Kunaal, réalisateur et acteur. Aditya Roy Kapur grandit à Bombay où il fait ses études à la Somani Memorial School, où il fait partie de plusieurs équipes sportives, puis à l'université Saint-Xavier.

## Carrière
Aditya Roy Kapur se fait connaitre en 2007 en présentant une émission sur Channel V, une chaîne de télévision indienne destinées aux jeunes.
En 2009, il obtient un petit rôle dans London Dreams de Vipul Amrutlal Shah avec Salman Khan et Ajay Devgan ; le long métrage est un flop critique et commercial cuisant. Toujours sous la direction de Vipul Amrutlal Shah, il interprète le fils d'Aishwarya Rai et Akshay Kumar dans la comédie romantique Action Replayy (2010) et c'est de nouveau un échec. La même année, son rôle d'apprenti magicien dans Guzaarish de Sanjay Leela Bhansali, lui permet enfin de sortir de l'anonymat bien que ce mélodrame soit diversement apprécié de la critique et boudé par le public.
Le succès arrive finalement en 2013. Dans Yeh Jawaani Hai Deewani d'Ayan Mukherjee, il incarne un jeune homme que sa maladresse et ses pitreries rendent attachant. Cette comédie romantique à la réalisation énergique et brillante convainc les critiques et remplit les salles.  Puis, Aashiqui 2 de Mohit Suri où il donne la réplique à Shraddha Kapur, lui permet de tenir son premier rôle principal. Son interprétation d'un musicien alcoolique est appréciée et ce mélodrame romantique devient le film le plus rentable de l'année.

## Filmographie
| Année | Film                     | Rôle                | Réalisateur           | Partenaires                                       | Commentaires                           |
| ----- | ------------------------ | ------------------- | --------------------- | ------------------------------------------------- | -------------------------------------- |
| 2009  | London Dreams            | Zoheb Hayaat Khan   | Vipul Amrutlal Shah   | Salman Khan                                       |                                        |
| 2010  | Action Replayy           | Bunty K. Chopra     | Vipul Amrutlal Shah   | Akshay Kumar, Aishwarya Rai,                      |                                        |
| 2010  | Guzaarish                | Omar Siddiqui       | Sanjay Leela Bhansali | Hrithik Roshan, Aishwarya Rai,                    |                                        |
| 2013  | Aashiqui 2               | Rahul Jaykar        | Mohit Suri            | Shraddha Kapur                                    |                                        |
| 2013  | Yeh Jawaani Hai Deewani  | Avi                 | Ayan Mukherjee        | Ranbir Kapur, Deepika Padukone, Kalki Koechlin    |                                        |
| 2014  | Daawat-e-Ishq            | Tariq "Taru" Haidar | Habib Faisal          | Parineeti Chopra                                  |                                        |
| 2016  | Fitoor                   | Noor                | Abhishek Kapur        | Katrina Kaif, Tabu                                |                                        |
| 2016  | Dear Zindagi             | Apparition spéciale | Gauri Shinde          | Shahrukh Khan, Alia Bhatt, Kunal Kapur, Ali Zafar |                                        |
| 2017  | OK Jaanu                 | Aditya Gujral       | Shaad Ali             | Shraddha Kapur                                    | Remake du film Tamoul O Kadhal Kanmani |
|       |                          |                     |                       |                                                   |                                        |
| 2018  | Welcome To New York (en) | Lui-même            | Chakri Toleti         |                                                   |                                        |
| 2019  | Kalank                   | Dev Chaudry         | Abhishek Varman       |                                                   |                                        |
| 2020  | Malang                   |                     | Mohit Suri            |                                                   |                                        |
| 2020  | Sadak 2                  |                     | Mahesh Bhatt          |                                                   |                                        |